# Stazione di Ichikawa-Ōno
La stazione di Ichikawa-Ōno (市川大野駅?, Ichikawa-Ōno-eki) è una stazione ferroviaria situata nella città di Ichikawa, nella prefettura di Chiba in Giappone e servita dalla linea Musashino della JR East.

## Linee
East Japan Railway Company
■ Linea Musashino

## Struttura
La stazione è dotata di due binari affiancati da due marciapiedi laterali. 
| 1 | ■ Linea Musashino | per Minami-Urawa, Nishi-Kokubunji e Fuchū-Honmachi |
| 2 | ■ Linea Musashino | per Nishi-Funabashi, Kaihin-Makuhari e Tokyo       |

## Stazioni adiacenti
| «               | Servizio        | »               |
| Linea Musashino | Linea Musashino | Linea Musashino |
| --------------- | --------------- | --------------- |
| Higashi-Matsudo | -               | Funabashi-Hōten |